# Moneilema opuntiae
Moneilema opuntiae là một loài bọ cánh cứng trong họ Cerambycidae.